# Gran Premio di superbike di Brno 1996
Il Gran Premio di Superbike di Brno 1996 è stata la quinta prova su dodici del Campionato mondiale Superbike 1996, è stato disputato il 30 giugno sul Circuito di Brno e ha visto la vittoria di Troy Corser in gara 1, lo stesso pilota si è ripetuto anche in gara 2.

## Risultati

### Gara 1

#### Arrivati al traguardo[3]
| Pos. | Nº | Pilota               | Motocicletta | Tempo     | Griglia | Punti |
| ---- | -- | -------------------- | ------------ | --------- | ------- | ----- |
| 1º   | 2  | Troy Corser          | Ducati       | 39:52.373 | 1º      | 25    |
| 2º   | 1  | Carl Fogarty         | Honda        | +0:10.202 | 2º      | 20    |
| 3º   | 3  | Aaron Slight         | Honda        | +0:11.678 | 6º      | 16    |
| 4º   | 11 | John Kocinski        | Ducati       | +0:27.037 | 4º      | 13    |
| 5º   | 10 | John Reynolds        | Suzuki       | +0:33.401 | 7º      | 11    |
| 6º   | 45 | Colin Edwards        | Yamaha       | +0:34.925 | 8º      | 10    |
| 7º   | 67 | Mike Hale            | Ducati       | +0:35.109 | 16º     | 9     |
| 8º   | 7  | Pierfrancesco Chili  | Ducati       | +0:35.393 | 9º      | 8     |
| 9º   | 5  | Wataru Yoshikawa     | Yamaha       | +0:35.675 | 11º     | 7     |
| 10º  | 6  | Simon Crafar         | Kawasaki     | +0:43.450 | 12º     | 6     |
| 11º  | 9  | Neil Hodgson         | Ducati       | +0:54.331 | 3º      | 5     |
| 12º  | 13 | Andreas Meklau       | Ducati       | +1:06.066 | 17º     | 4     |
| 13º  | 14 | Jochen Schmid        | Kawasaki     | +1:06.496 | 15º     | 3     |
| 14º  | 36 | Kirk McCarthy        | Suzuki       | +1:10.459 | 10º     | 2     |
| 15º  | 12 | Robert Phillis       | Kawasaki     | +1:22.377 | 22º     | 1     |
| 16º  | 38 | Ioannis Boustas      | Ducati       | +1:26.559 | 23º     |       |
| 17º  | 41 | Michaël Paquay       | Ducati       | +1:28.768 | 18º     |       |
| 18º  | 8  | Piergiorgio Bontempi | Kawasaki     | +1:29.038 | 19º     |       |
| 19º  | 18 | Igor Jerman          | Kawasaki     | +2:12.317 | 20º     |       |
| 20º  | 34 | Anton Gruschka       | Yamaha       | +1 giro   | 27º     |       |
| 21º  | 77 | Michal Bursa         | Kawasaki     | +1 giro   | 26º     |       |
| 22º  | 55 | Gerhard Esterer      | Kawasaki     | +1 giro   | 24º     |       |
| 23º  | 28 | Antonio Giangiacomo  | Ducati       | +2 giri   | 32º     |       |

#### Ritirati
| Nº | Pilota            | Motocicletta | Giri     | Griglia |
| -- | ----------------- | ------------ | -------- | ------- |
| 32 | Christer Lindholm | Ducati       | +2 giri  | 14º     |
| 16 | Paolo Casoli      | Ducati       | +2 giri  | 13º     |
| 33 | Jiří Mrkývka      | Kawasaki     | +7 giri  | 30º     |
| 58 | Hermann Schmid    | Kawasaki     | +11 giri | 31º     |
| 57 | Kurt Csismazia    | Ducati       | +18 giri | 28º     |
| 4  | Anthony Gobert    | Kawasaki     | +19 giri | 5º      |
| 68 | Shawn Giles       | Ducati       | +19 giri | 21º     |
| 39 | Eric Maillard     | Kawasaki     | +19 giri | 25º     |

### Gara 2

#### Arrivati al traguardo[4]
| Pos. | Nº | Pilota               | Motocicletta | Tempo     | Griglia | Punti |
| ---- | -- | -------------------- | ------------ | --------- | ------- | ----- |
| 1º   | 2  | Troy Corser          | Ducati       | 39:58.710 | 1º      | 25    |
| 2º   | 3  | Aaron Slight         | Honda        | +0:07.790 | 6º      | 20    |
| 3º   | 1  | Carl Fogarty         | Honda        | +0:08.883 | 2º      | 16    |
| 4º   | 9  | Neil Hodgson         | Ducati       | +0:16.201 | 3º      | 13    |
| 5º   | 67 | Mike Hale            | Ducati       | +0:18.946 | 16º     | 11    |
| 6º   | 11 | John Kocinski        | Ducati       | +0:20.006 | 4º      | 10    |
| 7º   | 45 | Colin Edwards        | Yamaha       | +0:20.495 | 8º      | 9     |
| 8º   | 10 | John Reynolds        | Suzuki       | +0:20.919 | 7º      | 8     |
| 9º   | 6  | Simon Crafar         | Kawasaki     | +0:39.439 | 12º     | 7     |
| 10º  | 7  | Pierfrancesco Chili  | Ducati       | +0:43.115 | 9º      | 6     |
| 11º  | 5  | Wataru Yoshikawa     | Yamaha       | +0:45.545 | 11º     | 5     |
| 12º  | 13 | Andreas Meklau       | Ducati       | +0:46.023 | 17º     | 4     |
| 13º  | 32 | Christer Lindholm    | Ducati       | +0:49.956 | 14º     | 3     |
| 14º  | 16 | Paolo Casoli         | Ducati       | +1:10.724 | 13º     | 2     |
| 15º  | 12 | Robert Phillis       | Kawasaki     | +1:20.937 | 22º     | 1     |
| 16º  | 8  | Piergiorgio Bontempi | Kawasaki     | +1:22.411 | 19º     |       |
| 17º  | 41 | Michaël Paquay       | Ducati       | +1:35.739 | 18º     |       |
| 18º  | 18 | Igor Jerman          | Kawasaki     | +1:35.990 | 20º     |       |
| 19º  | 4  | Anthony Gobert       | Kawasaki     | +1:40.126 | 5º      |       |
| 20º  | 55 | Gerhard Esterer      | Kawasaki     | +2:09.943 | 24º     |       |
| 21º  | 34 | Anton Gruschka       | Yamaha       | +2:10.106 | 27º     |       |
| 22º  | 39 | Eric Maillard        | Kawasaki     | +2:10.214 | 25º     |       |
| 23º  | 77 | Michal Bursa         | Kawasaki     | +2:10.756 | 26º     |       |
| 24º  | 33 | Jiří Mrkývka         | Kawasaki     | +1 giro   | 30º     |       |

#### Ritirati
| Nº | Pilota              | Motocicletta | Giri     | Griglia |
| -- | ------------------- | ------------ | -------- | ------- |
| 14 | Jochen Schmid       | Kawasaki     | +1 giro  | 15º     |
| 38 | Ioannis Boustas     | Ducati       | +7 giri  | 23º     |
| 58 | Hermann Schmid      | Kawasaki     | +13 giri | 31º     |
| 36 | Kirk McCarthy       | Suzuki       | +17 giri | 10º     |
| 28 | Antonio Giangiacomo | Ducati       | +18 giri | 32º     |